# Pierre Simond
Pierre Simond fut pasteur dans la communauté protestante d'Embrun, dans les Hautes-Alpes, du 9 juin 1682 au 18 juin 1684 avant de fuir à l'étranger avec sa famille, afin d'éviter les persécutions liées à la révocation de l'édit de Nantes par Louis XIV.

## L'exil
En 1685 son église fut complètement démantelée et dispersée. Par la Savoie, Genève, Bâle et la vallée du Rhin Pierre, en compagnie de calvinistes du Palatinat, tout particulièrement de ceux du « bailliage du nouveau l’Alloeu » du secteur de Landau gagne les Provinces Unies. On le retrouve en 1686 ministre de l’église wallonne réfugiée de Zierikzee, en Zélande.
C'est la forte présence française et wallonne dans le secteur de Stellenbosch et Drakenstein, aux environs du Cap, qui a amené la Compagnie néerlandaise des Indes orientales à envoyer, à sa charge, un ministre d’expression française sur place. Simond y croise Pierre Joubert, un huguenot originaire du village de viticulteurs de La Motte-d'Aigues (Vaucluse), installé dans le hameau de Grande Provence.
Pierre Simond a débarqué en 1688 et s'est battu pour que cette communauté de huguenots d'Afrique du Sud, à l'autre bout du monde, puisse continuer à utiliser le français. Il profite de ses bonnes relations avec Willem Adriaan van der Stel, le gouverneur de la colonie, la seule en Afrique de la Compagnie néerlandaise des Indes orientales, qui en fait l'un des plus importants acheteurs d’esclaves en provenance d'Inde, de la colonie.
Pierre Simond parviendra à maintenir le français jusqu'en 1702, date à laquelle le fils du gouverneur Whilem Adrian Van der Stel succède à son père et met fin à cette pratique, tandis que dans une autre communauté de huguenots de la région, Paul Roux, un autre pasteur, parvient à la prolonger jusqu'en 1710.